# Celastrales
Celastrales is een botanische naam, voor een orde van tweezaadlobbige planten: de naam is gevormd uit de familienaam Celastraceae. Een orde onder deze naam wordt vrij algemeen erkend door systemen van plantentaxonomie. Het APG-systeem (1998) erkende deze orde niet, maar de orde werd wel erkend in de drie nieuwere versies: APG II-systeem, APG III-systeem en APG IV-systeem.

## Samenstelling van de orde

### APG IV 2016
De orde Celastrales omvat de twee families:
- orde Celastrales
  - Lepidobotryaceae
  - Celastraceae

Samen met de ordes Oxalidales en  Malpighiales vormen de Celastrales de COM-groep (een clade). De plaats van deze groep in de fylogenetische stamboom is nog niet definitief vastgelegd. Op grond van kern-DNA en mitochondriaal DNA krijgt deze "COM"-groep een andere plaats in het systeem dan op grond van het chloroplast-DNA.

### Wettstein 1935
In het Wettstein-systeem van (1935), waar de orde Celastrales werd ondergebracht in de onderklasse Choripetalae, had ze de volgende samenstelling:
- orde Celastrales
  - familie Aquifoliaceae
  - familie Celastraceae
  - familie Hippocrateaceae
  - familie Icacinaceae
  - familie Salvadoraceae
  - familie Stackhousiaceae
  - familie Staphyleaceae

Deze samenstelling sluit beter aan bij die van Cronquist dan van APG, met uitzondering van familie Staphyleaceae, die hier een vreemde eend in de bijt is.

### Cronquist 1981
In het Cronquist-systeem (1981) werd ook een orde onder deze naam erkend, geplaatst in de onderklasse Rosidae, maar met een heel andere omschrijving, en wel de volgende:
- orde Celastrales
  - familie Aextoxicaceae
  - familie Aquifoliaceae
  - familie Cardiopteridaceae
  - familie Celastraceae
  - familie Corynocarpaceae
  - familie Dichapetalaceae
  - familie Geissolomataceae
  - familie Hippocrateaceae
  - familie Icacinaceae
  - familie Salvadoraceae
  - familie Stackhousiaceae

### APG II 2003
In het APG II-systeem (2003) is de omschrijving als volgt:
- orde Celastrales
  - familie Celastraceae (Kardinaalsmutsfamilie)
  - familie Lepidobotryaceae
  - familie Parnassiaceae (Parnassiafamilie)

[+ familie Lepuropetalaceae ]

waarbij de familie tussen "[+ ...]" optioneel is, desgewenst af te splitsen.

### APG III 2009
In het APG III-systeem uit 2009 omvat de orde Celastrale de volgende twee families:
- orde Celastrales
  - Celastraceae R.Br. (1814), nom. cons., inclusief de voormalige families:
Lepuropetalaceae Nakai
Parnassiaceae Martinov, nom. cons.
Pottingeriaceae Takht.
  - Lepidobotryaceae J.Léonard (1950), nom. cons.